# Цитотоксичность
Цитотоксичность — способность вещества оказывать на клетку токсическое воздействие. К токсическим агентам можно отнести иммунные клетки и некоторые разновидности ядов животных, например яд шумящей гадюки (Bitis arietans) или коричневого паука-отшельника (Loxosceles reclusa).

## Клеточная физиология
Под воздействием цитотоксических веществ судьба клеток складывается по-разному. В процессе развития некроза клетки утрачивают мембранную целостность и быстро погибают в результате лизиса. В другом случае клетки перестают активно расти и делиться (снижается жизнеспособность клеток) или в них активизируется генетически регулируемый процесс программируемой клеточной гибели (апоптоз).
В процессе некроза клетки быстро отекают, утрачивают целостность мембраны, прекращают процесс обмена веществ и выпускают свое содержимое во внешнюю среду. Клеткам, подвергающимся быстрому некрозу in vitro, не хватает времени и энергии для запуска механизмов апоптоза и экспрессии маркеров апоптозной гибели. Апоптоз характеризуется несколькими характерными событиями на клеточном и молекулярном уровне, в том числе изменением индекса преломления клетки, усадкой цитоплазмы, конденсацией ядра и расщеплением ДНК на фрагменты равной величины. Культура клеток, вошедшая в процесс апоптоза, на заключительном этапе проходит через вторичный некроз. В клетках прекращается метаболизм, они утрачивают целостность мембраны и лизируются.

## Оценка
Методы исследования цитотоксичности широко применяются в фармацевтической промышленности для скрининга цитотоксичности библиотек соединений. Исследователи ищут цитотоксическое соединение, если они заинтересованы, например, в разработке терапевтического средства, поражающего быстроделящиеся раковые клетки. Либо анализируют «результативные» соединения в исходных скринингах высокоэффективных лекарственных средств на предмет нежелательных цитотоксических эффектов, прежде чем принять решение о разработке фармацевтического препарата на их основе.
Оценка целостности клеточной мембраны — самый распространённый вид анализа жизнеспособности клетки и цитотоксических эффектов. Как правило, обладающие цитотоксическими эффектами вещества нарушают целостность клеточной мембраны. Красители для оценки жизнеспособности клеток — трипановый синий (tripan blue) и пропидиум йодид (propidium iodide) — в норме не могут проникать в здоровую клетку. Но если клеточная мембрана повреждена, то она становится проницаемой для красителей, и внутриклеточные компоненты окрашиваются. И наоборот, другая оценка мембранной целостности подразумевает мониторинг выхода ферментов, которые в норме изолированы внутри клетки от внешней среды. Оценка цитотоксичности путем определения активности лактатдегидрогеназы (ЛДГ-тест) основывается на исследовании молекулы ЛДГ. ЛДГ восстанавливает НАД (никотинамидадениндинуклеотид) до НАДН (никотинамидадениндинуклеотид восстановленный), что приводит к смене цвета при взаимодействии с определённым зондом. Удалось выяснить, что протеазные биомаркеры позволяют исследователям подсчитывать относительное количество живых и мертвых клеток в одной клеточной популяции. Протеаза живой клетки активна только в клетках со здоровой мембраной, но она теряет активность, как только клетка становится проницаемой, и протеаза попадает под действие внешней среды. Протеаза мёртвой клетки не может выйти за клеточную мембрану, и ее можно измерить только в питательной среде после утраты мембранной целостности.
Цитотоксичность также можно отследить с помощью 2-(4,5-диметил-2-тиазолил)-3,5-дифенил-2H-тетразолия бромида (МТТ) и 2,3-бис-(2-метокси-4-нитро-5-сульфофенил)-2H тетразолий-5-карбоксанилид (ХТТ), образующие водорастворимый продукт (MTS-тест). Данный тест оценивает восстановительный потенциал клетки в ходе колориметрической реакции. Жизнеспособные клетки восстанавливают MTS-реагент до окрашенных производных формазана. Также был разработан подобный окислительно-восстановительный анализ с использованием флуоресцентного красителя резазурина. В дополнение к использованию красителей для индикации окислительно-восстановительного потенциала клеток с целью определения их жизнеспособности исследователи разработали тест, где маркером жизнеспособности служит АТФ. К таким АТФ-тестам относятся тесты на биолюминесценцию, где АТФ — лимитирующий реагент в люциферазной реакции.
Кроме того, цитотоксичность можно оценить с помощью теста с сульфородамином-Б (SRB), WST-теста и оценки клоногенности.
Подходящие тесты можно комбинировать и выполнять последовательно на тех же клетках, чтобы снизить риск специализированных для конкретных тестов ложноположительных и ложноотрицательных результатов. Например, можно использовать комбинацию тестов ЛДГ-ХТТ-НК (нейтральный красный анализ)- SRB, которые доступны в наборе.
Безмаркерный подход к отслеживанию цитотоксического ответа у адгезивных клеток животных в реальном времени основывается на измерении электрического сопротивления, когда клетки выращиваются на позолоченных электродах. Эта технология называется исследование чувствительности электрического импенданса клеточного субстрата (ECIS). Безмаркерные методы в режиме реального времени позволяют изучить кинетику цитотоксического ответа, а не ограничиваются картинкой, как колориметрические тесты по конечной точке.

## Прогнозирование
Крайне актуально предсказание цитотоксичности химических веществ на основе предыдущих оценок, то есть тестирование in silico. Для этой цели предложены методы QSAR и виртуальный скрининг. Независимое сравнение этих методов проводилось в рамках проекта «Toxicology in the 21st century».

## Онкологические заболевания
Некоторые виды химиотерапии содержат цитотоксические препараты, которые целенаправленно мешают делению клеток. Эти препараты не могут отличать нормальные клетки от злокачественных, поэтому блокируют процесс деления клеток полностью, чтобы успеть уничтожить раковые клетки до гибели пациента.

## Иммунная система
Антителозависимая клеточно-опосредованная цитотоксичность (АЗКЦ) оценивает способность определенных лимфоцитов уничтожать клетки, для чего клетки-мишени должны быть помечены антителами. В то же время лимфоцито-опосредованная цитотоксичность не нуждается в посредничестве антител, как и комплемент-зависимая цитотоксичность (CDC), опосредованная системой комплемента.
Выделяют три группы цитотоксических лимфоцитов:
- цитотоксические Т-клетки,
- естественные киллеры,
- естественные киллеры T-клетки.

## Цитотоксичность стоматологических изделий
Использование стоматологических материалов, изготовляемых методом 3D-печати по технологиям DLP или SLA, может приводить к цитотоксичности из-за остатков неотверждённых мономеров, которые снижают жизнеспособность клеток на 50—65%. Систематический обзор 22 исследований, проведённых с 2015 по 2023 год, показал, что промывка в течение 20 минут и последующее отверждение в течение 20—30 минут при 80°C повысило жизнеспособность клеток на 20–30%. Соблюдение строгих протоколов промывки и отверждения жизненно важно для обеспечения биологической безопасности 3D-печатных стоматологических изделий.

## Цитотоксичность воздуха
Согласно данным Всемирной организации здравоохранения, около 92% населения мира проживает в районах, где уровень загрязнения воздуха превышает допустимые нормы, что приводит к преждевременной смерти около 7 миллионов человек ежегодно. Основными источниками цитотоксичных веществ в воздухе являются выбросы промышленных предприятий, транспорта и бытовое сжигание топлива, при этом наиболее опасными компонентами считаются мелкодисперсные твёрдые частицы (PM2.5), которые способны проникать глубоко в лёгкие и кровеносную систему, вызывая воспаление, окислительный стресс и повреждение ДНК клеток.